# Arundel grófja
Arundel grófja angol nemesi cím, az angol főnemesség legrégebbi, létező grófi címe. Jelenleg Norfolk hercege viseli, ez a hercegi cím örökösének a címe, a Surrey grófja címmel együtt. Az Arundel grófok sorszámozása forrásonként eltérő. Ebben a szócikkben a grófok folyamatos számozással szerepelnek, a 6. és 7. d'Aubigny grófok kimaradnak a számozásból. A számozás William d'Aubigny-val, Arundel első grófjával kezdődik.
| (angolul) "Since William rose and Harold fell There have been earls of Arundel. " | (magyarul)„Amióta Vilmos jött és Harold vesztett Arundelnek grófja van, a cím sosem veszett. ” |
| – Sussex-i szólás-mondás.                                                         |                                                                                                |

## Története
M. A. Tierney, Norfolk hercegének káplánja, 1834-ben írt könyvében az Arundel grófjairól azt állítja, hogy a grófság első megtestesülése a Montgomery-házhoz köthető. Roger de Montgomery, Shrewsbury 1. grófja Hódító Vilmos egyik legfőbb hadvezére volt, a király több száz birtokkal együtt Arundel földjeit is neki adományozta (1074), azzal a megbízással, hogy ott erődítményt építsen. Úgy tartják, hogy Montgomery építette azt a földsáncot, amely a mai napig fennmaradt, valamint egy fából készült várat emelt rajta, amely az Arun folyóra nézett. Montgomery és két fia sokak szerint az első Arundel grófok voltak, ám nem sorolják őket a hivatalos grófi listába.
A grófságot 1138-ban vagy 1139-ben hozták létre a francia báró, William d'Aubigny számára. Eredete I. Henrik korábbi adományához vezethető vissza, amikor második feleségének, Löweni Adelhaid-nek adta a hűtlenség miatt elkobzott Arundel birtokot, amely magában foglalta a várat és Sussex jelentős részét. Henrik halála után Adeliza feleségül ment Williamhez, aki így birtokosa lett ezeknek a földeknek, és 1141 körül különböző módokon Sussex, Chichester vagy Arundel grófjának nevezték. Első ismert megjelenése grófként 1141 karácsonyán történt. A XIII. század közepéig a grófokat gyakran Sussex grófjaként is említették, mígnem ez a cím használaton kívülre került. Körülbelül ugyanekkor a grófság az eredetileg breton FitzAlan családra szállt, amelynek egy fiatalabb ága később a Stuart-dinasztiává fejlődött, és Skócia, majd Anglia uralkodóházává vált.
Hagyomány alakult ki, miszerint Arundel várának birtokosa automatikusan Arundel grófja kell legyen, és ezt VI. Henrik király hivatalosan is megerősítette. Egy 1627-es parlamenti törvény tovább erősítette ezt a rendelkezést, és visszamenőlegesen a grófi címet az arundeli urakra ruházta. Egyes források szerint a grófság eredete I. Richárd uralkodásáig (pontosabban 1189-ig) nyúlik vissza. Ez a szabályozás azonban nem mindig érvényesült: néhány arundeli úr életében soha nem viselte a grófi címet, mégis ide sorolják és sorszámozzák őket. Más források eltérő listákat tartalmazhatnak, és előfordulhat, hogy a grófságot több alkalommal létrehozottnak tekintik. A számozásról itt találsz bővebb információt.
Az Arundel grófok története három szakaszra bontható. Az első időszakban, 1109 és 1243 között, a d'Aubigny család birtokolta a címet. John Fitzalan elvette Isabel d'Aubigny-t, az utolsó örököst, a Fitzalanoké volt a cím egészen 1580-ig. Ekkor a 17. gróf, és egyben az utolsó FitzAlan, aki a címet birtokolta, fiú örökös nélkül hunyt el. Lánya, Mary FitzAlan feleségül ment a hűtlenség miatt megbélyegzett Norfolk 4. hercegéhez, és a grófi cím fiukra, Philip Howardra szállt, aki azonban 1589-ben árulás vádjával maga is elvesztette birtokait. Az Arundel grófi címet fia, Thomas visszakapta I. Jakab király trónra lépése után.
Arundel 22. grófja, aki egyben a Howardok közül az ötödik Arundel gróf volt, 1660-ban visszakapta a Howardok főcímet, a Norfolk hercege rangot, és azóta a grófság e hercegi címhez kapcsolódik.
Henry Fitzalan-Howard, Norfolk 14. hercege és Arundel 13. grófja, valamint testvérei 1842-ben királyi engedéllyel felvették a FitzAlan-Howard vezetéknevet, amelyet a család a mai napig használ.
A szócikk speciális jelölései
A szócikkhez szorosan kötődő főnemesi címek mellett előfordulhat a ( 1488 II) jelzés. Ez azt jelenti, hogy a nemesi címet a skót peerage-ben, főrendben hozták létre 1488-ban. Ez volt a cím második létrehozása. Gyakran csak a létrehozás sorszámát jelentő római számokat adjuk meg.
A dőlt betűs, kurzív nemesi cím jelentése: a viselő az apja (esetleg nagyapja) második (harmadik) címét viseli, az az ő az örökös vagy az örökös örököse.

## Arundel d'Aubigny grófjai
A normann grófok mindig egy megye grófjai voltak, még ha olykor fő rezidenciájuk vagy a megyei központ neve után nevezték is őket. J. H. Round kutatásai szerint az „Arundel” grófság valójában Sussex grófsága volt.
A cím eredete I. Henrik adományához köthető, aki második feleségének özvegyi járadékul adta Arundelt várát és „honour“-ját. A honour nagybirtokot jelent, ebben az esetben Sussex nagy részét foglalta magában. Halála után felesége hozzáment William d’Aubignyhez, aki 1141-től különböző módon Sussex, Chichester vagy Arundel grófjának neveztette magát, sőt Earl William d’Aubinyként is említik. Első ismert grófi megjelenése 1141 karácsonyára datálható, de a vár birtoklása önmagában nem tette őt gróffá. II. Henrik trónra lépése után adományozta neki Arundel várát örökletes birtokként, valamint Sussex megyei bíráskodásának harmadik dénárját, amelynek grófja volt.
A d’Aubigny férfiág 1243-ban kihalt, amikor Hugh d’Aubigny, Arundel grófja meghalt, és négy nővére örökölte birtokait. Az örökség felosztásakor Arundel vára és honour-ja második nővérének fiához, John FitzAlanhoz került, aki a breton FitzAlan család sarja volt, amelyből később a Stuart-ház is származott. Források igazolják, hogy sem John, sem fia nem viselte a grófi címet, de unokája, Richard FitzAlan 1289 végén, nagykorúvá válásakor már Arundel grófjának neveztette magát.
William d'Aubigny (1109–1176), Arundel 1. grófja

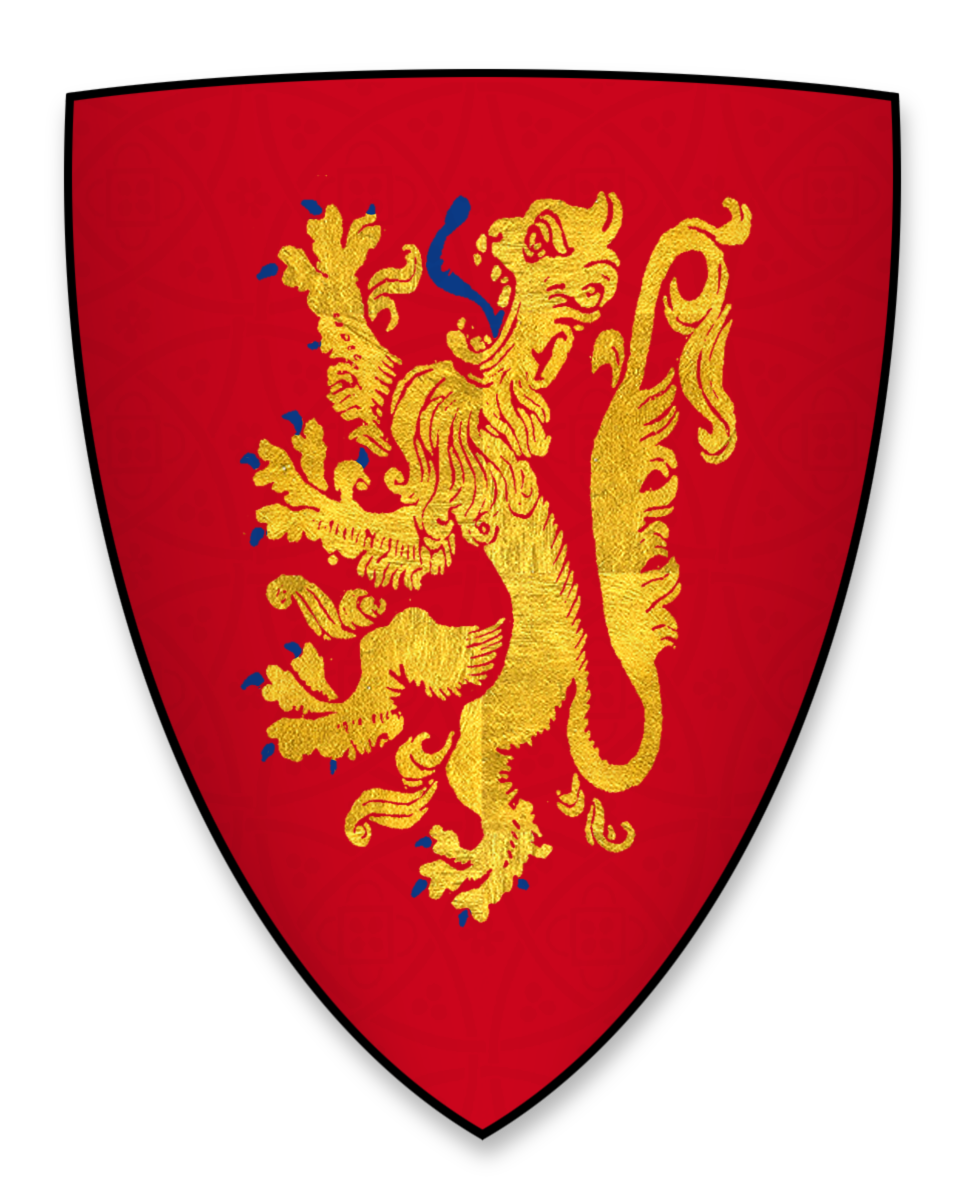
Az Arundel grófjainak d’Aubigny-címere: Vörös pajzson arany, ágaskodó oroszlán, kék fegyverzettel és nyelvvel

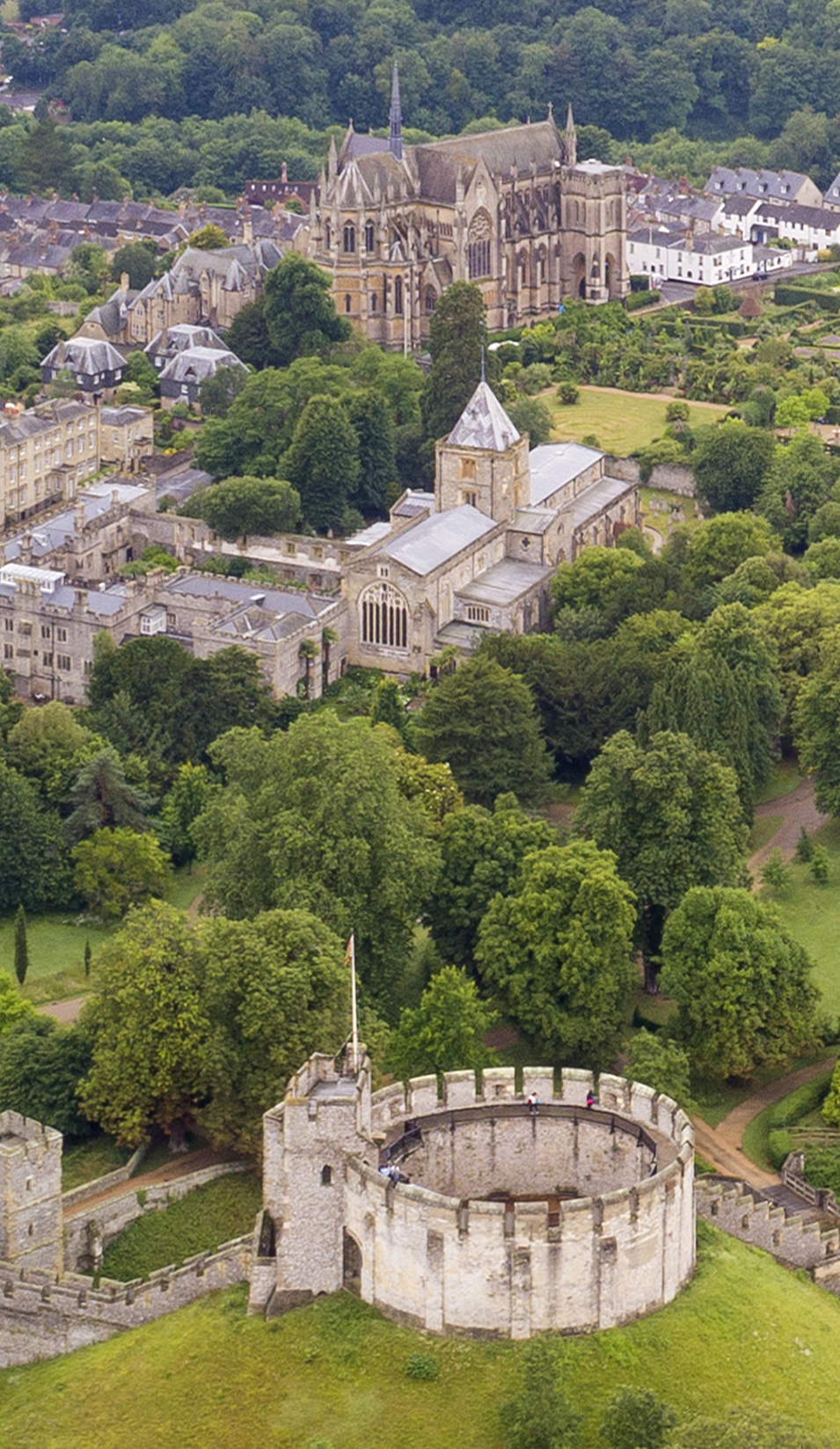
Az előtérben az Arundel-kastély központi tornya. Középen a Fitzalan-kápolna és a Szent Miklós-templom. Balra az Arundel-kolostor, a távolban az Arundel-székesegyház

William d’Aubigny-t 1139-ben felesége, Löweni Adelhaid özvegy királynő révén Arundel várának és birtokainak ura lett, és menedéket nyújtott Matilda császárnénak, de ezt követően végig István király pártján maradt. 1153-ban kulcsszerepet játszott a wallingfordi béke létrehozásában, amely véget vetett a polgárháborúnak, biztosítva István király uralmát élete végéig, Henrik herceget pedig örökösként ismerte el. 1154-ben, II. Henrik trónra lépése után megerősítették Sussex grófi címében, és Arundel várát örökletes birtokként kapta meg. 1164-ben követként VI. Lajos francia királyhoz és a pápához utazott Thomas Becket ügyében, 1168-ban pedig Henrik lányát kísérte el férjéhez, Szász Henrikhez. 1173-ban Normandiában a királyi sereg egyik főparancsnokaként részt vett a trónörökös lázadásának leverésében. Szeptember 29-én a vezetésével ütköztek meg a flamandokkal Suffolkban, és mértek vereséget a lázadókat vezető Robert de Beaumont, Leicester 3. grófjára. Az első bizonyítható angol patrónusa volt a Szent Lázár Lovagrendnek, földet adományozott nekik, valamint egy leprások számára fenntartott kórházat is alapított Norfolkban.
Arundel honour-ja magában foglalta Arundel várát és annak birtokait, Sussex és más megyék területén. Ez volt az egyik legfontosabb normann eredetű birtokrendszer Angliában. A XII. század elején az Arundel honour 80–100 manor-ból állhatott. A d’Aubigny és FitzAlan családok alatt tovább bővült, és a XIII. század végére akár 120–150 manor is tartozhatott hozzá. A birtokok Sussex, Norfolk és más megyék területére is kiterjedtek.
William d'Aubigny (1150–1193), Arundel 2. grófja
William d’Aubigny az Arundel-ház második grófja volt. 1176/77-ben Sussex grófjává is kinevezték. A d’Aubigny család egyik legjelentősebb alakja volt, aki II. Henrik, majd I. Richárd uralkodása alatt szolgált. 1191-ben a windsori várban az iratok őre lett. 1194-ben részt vett Oroszlánszívű Richárd váltságdíjának összegyűjtésében.
William d'Aubigny (–1221), Arundel 3. grófja
William d’Aubigny János angol király egyik kedvence volt. 1213. május 15-én János király a templomosok doveri rendházában ünnepélyesen hűbérül adta Anglia és Írország koronáját III. Ince pápának, elismerve ezzel, hogy a pápa az ország hűbérura. János évente 1000 márka adó megfizetését vállalt Rómának.  1215-ben jelen volt Runnymede-nél, és kezességet vállalt a Magna Carta betartásáért. A következő évben egy rövid időre a trónkövetelő (leendő) VIII. Lajos francia király pártjára állt, de miután 1217-ben a királypártiak győzelmet arattak Lincoln ostrománál, visszatért a királyhoz, és később Anglia főbírájaként szolgált. 1218-ban csatlakozott az Ötödik keresztes hadjárathoz, részt vett Damietta ostromában (1219). Hazafelé tartva 1221-ben Róma közelében elhunyt.
William d'Aubigny (~1200–1224), Arundel 4. grófja
1221-ben örökölte az Arundel és Sussex grófi címeket. Rövid élete során nem maradtak fenn feljegyzések házasságáról vagy utódairól. 1224-ben hunyt el, és a norfolki Wymondham apátságban temették el.
Hugh d'Aubigny (–1243), Arundel 5. grófja
Az utód nélkül meghalt Arundel 4. grófjának öccse volt. 1224-ben örökölte a grófi címet, és egyben Anglia örökletes főpohárnokának tisztségét is. 1242-ben elkísérte III. Henrik angol királyt aquitania hadjáratára. 1243-ban hunyt el, a Wymondham apátságban temették el. Felesége Isabel de Warenne volt, William de Warenne, Surrey 5. grófja lánya. Halála idején felesége mindössze 17 éves volt, és nem született gyermekük. Özvegye soha nem ment újra férjhez, de befolyásos grófnéként megalapította a marhami ciszterci apátságot.
Az Arundel grófja cím parlamentbe hívással (writ of summons) jött létre. Az ilyen cím esetén, ha nincs férfi örökös, akkor női ágon is lehetséges az öröklés. Ha csak egy lány gyerek van, akkor ő a cím és a birtok (honour) örököse. Ha több leánytestvér van, akkor a cím alvó állapotba kerül, a birtokot pedig egyenlő részekre osztják fel. A Sussex grófja cím, amelyet az utolsó három Arundel gróf viselt, kihalt. A birtok felosztára került a négy nővér között. Maud, Nicole, Sisley és Isabel és leszármazottai örökölték a birtokok negyedét. Isabel d'Aubigny fia. John Fiztalan 1243. november 27-én anyja jogán királyi rendelettel megkapta Arundel várát és honourját, és úgy tekintik, hogy ezzel Arundel grófjává vált, bár sem ő, sem fia nem formáltak igényt a címre. Nincs írásos nyoma, hogy a másik három lánytestvér, vagy bárki más vitatta volna az öröklés menetének bármely részét.

### d'Aubigny családfa
A családfa csak a családi kapcsolatok megértéséhez szükséges személyeket mutatja.
- William (Guillaume) d'Aubigny (1025–1086)[14]
  - Roger d’Aubigny (~1036–1084) ∞ Amice de Mowbray[m 4]
    - Rualoc d’Aubigny
    - William (Guillaume) d’Aubigny (1109–1139)[m 5] ∞ Maud le Bigod (~1085)
      - William d'Aubigny (1109–1176),  Arundel 1. grófja ∞ Löweni Adelhaid,  I. Henrik angol király özvegye
        - William d'Aubigny (1150–1193),  Arundel 2. grófja
          - Matilda d'Aubigny ∞ William de Warenne (1166–1240),  Surrey 5. grófja
          - Alice d'Aubigny (~1176–1224) ∞ William de Mowbray (1173–1224)
          - William d'Aubigny (–1221),  Arundel 3. grófja
            - Maud d'Aubigny (~1196-~1240)
            - Nicole d'Aubigny (~1210–~1240)
            - Cicely d'Aubigny
            - William d'Aubigny (~1200–1224),  Arundel 4. grófja
            - Hugh d'Aubigny (–1243),  Arundel 5. grófja ∞ Isabel de Warenne (–1282)
            - Isabel d'Aubigny ∞ John Fitzalan (1200–1240), Lord of Oswestry  ♥
              - ...innen Arundel Fitzalan grófjai

    - Nigel d'Aubigny (1070–1129)
      - Roger de Mowbray (~1120–~1188)
        - ...innen Mowbray bárója, Norfolk hercege

## A Fitzalan család
A FitzAlan név anglo-normann eredetű, jelentése Alan fia. A vezetéknév változatai: Fitz-Alan, Fitzalan, Fitzallen és Fitz Alan. A család később apai vezetéknév helyett toponimikus vezetéknevet vett fel, Arundel vagy Arundell formában, utalva az angol főnemességben viselt címükre. A FitzAlan név azonban a történelmi irodalomban továbbra is gyakran használatos. Első ismert és iratokkal bizonyított viselője Alan fitz Flaad, egy breton lovag, aki I. Henrik angol királyt kísérte Angliába trónra lépésekor. Alan fitz Flaad nagyapja vélhetően Dol püspökség udvarmestere volt (Seneschal of the Bishop of Dol), aki az egyházi birtokok igazgatásáért és a püspöki udvar közigazgatásáért felelt. A család idősebb ágának feje 1267 és 1580 között Arundel grófja volt, a fiatalabb ág pedig maga a skót és angol uralkodókat adó. Stuart-ház.

### A Fitzalan családfa
A családfa csak a családi kapcsolatok megértéséhez szükséges személyeket mutatja.
- Alan fitz Flaad (1070–1114)[m 7]
  - Simon fitz Alan (–1200)
  - Jordan fitz Alan (1103–1130)
    - ...ez az ág három generációval később kihalt (vagy nem ismertek a leszármazottak)

  - William Fitz Allan (1105–1160)[m 8], Oswestry Lordja
    - William FitzAlan (–~1215)[m 9], Oswestry és Clun Lordja
    - John Fitzalan (1200-1240)[m 10], Oswestry ura ∞ Isabel d'Aubigny ♥
      - ...innen Arundel Fitzalan grófjai

  - Walter fitz Alan (~1110–1178), Skócia 1. főudvarmestere [m 11]
    - Alan fitz Walter(1140–1204), Skócia 2. főudvarmestere[m 12]
      - ...innen Stuart-ház, II. Róbert skót király ... a családfa egészen a jelenlegi brit uralkodóig vezethető le, Stuart uralkodók, Lennox grófja, Lennox hercege, Atholl grófja

## Arundel Fitzalan grófjai

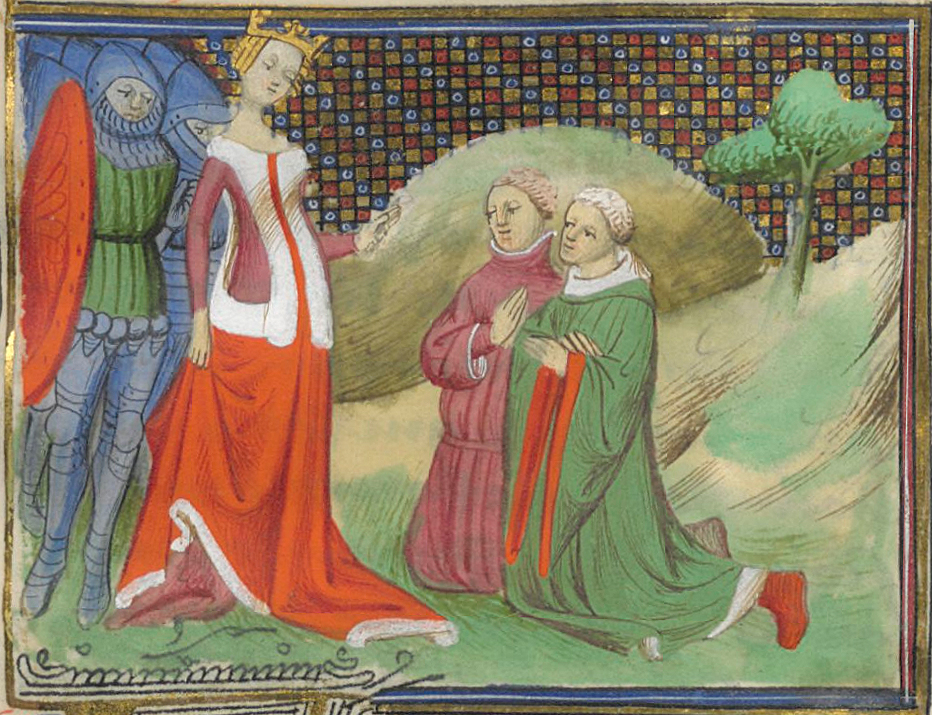
1. edmund1285Edmund FitzAlan, Arundel 9. grófja és Hugh Despenser (vagy az idősebb vagy az ifjabb) Franciaországi Izabella angol királyné előtt. XV. századi kódexillusztráció a Froissart-krónikákból, a Boethius Mester munkája

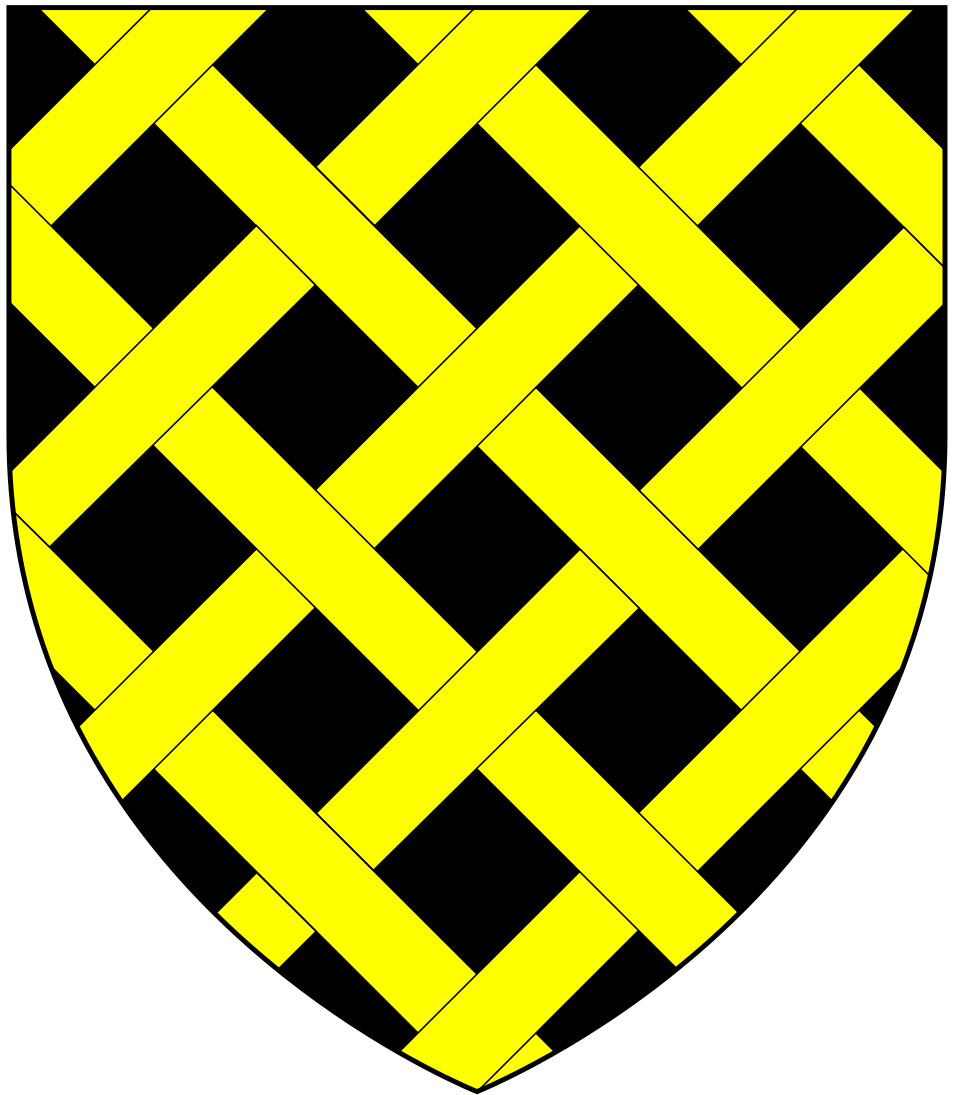
Maltravers címerpajzs: Fekete mezőben arany rácsozás

John FitzAlan (1223–1267), Arundel grófja
John Fiztalan 1243. november 27-én anyja jogán királyi rendelettel megkapta Arundel várát és honourját, és úgy tekintik, hogy ezzel Arundel grófjává vált, bár sem ő, sem fia nem formáltak igényt a címre. Nincs írásos nyoma, hogy a másik három lánytestvér, vagy bárki más vitatta volna az öröklés menetének bármely részét. III. Henrik uralkodása alatt azonban soha nem használta az Arundel grófi címet, amelyet csak 1433-ban VI. Henrik elismerése révén tekintenek visszamenőlegesen jogosnak. Egy évre rá ezer font megfizetésével birtokba vette apai örökségét, a Shropshire-ben fekvő Clun és Oswestry feudális báróságokat. A walesi háborúkban jelentős szerepet játszott. 1257-ben Gruffydd ap Gwenwynwyn, Powys déli részének ura támogatást kért tőle Llywelyn ap Gruffudd ellen, de az angol csapatok vereséget szenvedtek a Carmarthenshire-i Nantgaredig-nél. 1258-ban a walesi határvidék egyik legfontosabb angol hadvezére volt, majd 1260-ban ismét behívták a walesiek elleni harcokra. Az 1264-es lewesi csatában a királypárti erők oldalán harcolt, ahol III. Henrik királlyal együtt fogságba esett. A családja 1278 és 1282 között is folytatta a határvidéki harcokat Llywelyn ellen. Felesége Maud de Verdon volt. Joan lánya Richárd német király szintén Richárd nevű fiához ment feleségül, az ő John fia örökölte az arundeli birtokot.
John FitzAlan (1246–1272), Arundel grófja
John FitzAlan életéről nem maradt fent releváns információ.
Richard FitzAlan (1267–1302), Arundel 6. grófja
Richard FitzAlan 1272-ben, alig öt évesen örökölte Clun és Oswestry feudális báróságát. 1289-ben III. Eduárd király Arundel grófjának tekintette. Kezdetben bizonytalanság övezte, hogy Arundel vagy Sussex grófjának nevezték-e ki, mivel John de Warenne, Surrey grófja is kapott Sussex grófi címre szóló parlamenti behívólevelet. 1291–1295 között már egyértelműen Arundel grófjaként hívták be a parlamentbe. 1288 és 1294 között a walesi háborúkban harcolt, amikor Madog ap Llywelyn ostrom alá vette Castell y Bere várát, Richard vezette az ostrom felmentésére küldött angol sereget. 1295–1297 között Gascogne-ban, majd 1298–1300 között a skót háborúkban vett részt. 1300-ban a Carlaverock ostrománál is harcolt.
Edmund FitzAlan (1285–1326), Arundel 7. grófja
Edmund FitzAlan apja halálakor még kiskorú volt, ezért John de Warenne, Surrey grófja lett a gyámja, akinek unokáját, Alice de Warennét vette feleségül. 1302-ben, apja halálakor még kiskorú volt, ezért John de Warenne, Surrey 6. grófja lett a gyámja. Az ő unokáját, Alice de Warenne-t vette feleségül Edmund. Alice az utolsó de Warenne Sussex gróf halála után nem örökölte sem a Sussex grófja címet, sem a vagyont, mert a cím létrehozása ezt nem tette lehetővé. A cím kihalt, a vagyon visszaszállt a koronára. Amikor Edmund 1306-ban nagykorúsítva lett, és megkapta apja címét és birtokait, majd I. Eduárd lovaggá ütötte. A skót háborúkban harcolt, jelentős jutalmakban részesült. 1308-ban II. Eduárd koronázásán főpohárnokként szolgált, ez Arundel grófjainak örökletes tisztsége volt.
Szembefordult II. Eduárd uralmával és kegyencével, Piers Gavestonnal, ezért 1311-ben a Lords Ordainers tagjaként részt vett a király hatalmának korlátozásában., majd 1312-ben részt vett Gaveston elfogásában és kivégzésében. 1314-ben nem vett részt a király oldalán a Bannockburni csatában. Később ismét támogatta a királyt, részben amiatt, hogy fia, Richard FitzAlan házasságot kötött Isabella le Despenser-rel, a Despenser apa és fia lett a király új bizalmasa. 1316-ban Trent északi körzetének kapitányává nevezték ki, majd 1323-ban Wales északi és déli főbírája lett, 1325-ben pedig a walesi határ főparancsnokává emelték.
1326-ban, amikor Roger Mortimer és Franciaországi Izabella angol királyné seregeivel partra szállt Angliában és hadjáratot indított II. Eduárd ellen, FitzAlan eleinte II. Eduárddal menekült. Később Shropshire-be küldte az uralkodó csapatok toborzására, de ott ellensége, John Charlton foglyul ejtette, és Herefordba szállították. 1326. november 17-én Mortimer és Izabella parancsára kivégezték, állítólag egy tompa karddal, 22 csapással fejezték le. Edmund FitzAlan először Hereford ferences templomában nyugodott, de végakarata szerint később átszállították a család temetkezőhelyére, a shropshire-i Haughmond apátságba. A 14. század végén kultusz alakult ki körülötte, mártírként tisztelték, bár soha nem kanonizálták.
Birtokait és címét elkobozták, Arundel várát II. Eduárd féltestvére, Edmund of Woodstock, Kent 1. grófja kapta meg, de 1330-as kivégzése után özvegye megtarthatta a birtokot. Edmund fia, Richard FitzAlan 1331-ben visszaszerezte apja birtokait és grófi címét, miután III. Eduárd átvette a hatalmat Izabella és Mortimer régenssége után.
Richard FitzAlan (~1313–1376), Arundel 8. grófja, Surrey 8. grófja

A de Warenne Surrey grófok címerpajzsa: arany-kék sakkozott

Arundel és Surrey grófok címerpajzsa. Első és negyedik negyed: a d’Aubigny család címerpajzsa, a második és harmadik negyedben a de Warenne család címerpajzsa

Richard FitzAlan még kiskorú volt, amikor apját 1326-ban kivégezték és a családi birtokokat elkobozták. 1331-ben III. Eduárd visszaadta neki az Arundel grófi címet és a családi birtokokat. 1347-ben III. Eduárd új adományként neki adta Surrey grófi címét is, miután Surrey 7. grófja, John de Warenne fiúörökös nélkül halt meg. Ezzel Richard lett Surrey 8. grófja. A Surrey grófi birtok egy részét édesanyjától, Alice de Warenne-től örökölte annak halálakor, az hetedik gróf özvegyi részét) pedig 1361-ben. 1350-ben részt vett a százéves háború egyik legjelentősebb tengeri ütközetben, a Winchelsea-i csatában, ahol az angol flotta győzelmet aratott a spanyol hajók felett. 1360-ban részt vett a brétignyi béketárgyalásokban, amely időlegesen lezárta az angol–francia háborút.
Richard FitzAlan első felesége Isabel le Despenser (1312-1356) volt, Hugh le Despenser, II. Eduárd kegyencének lánya. Házasságukat később érvénytelenítették, ezért nem a házasságukból született fiuk örökölte a grófi címeket. Richard második felesége Eleanor of Lancaster, III. Eduárd unokatestvére volt. Négy fiuk és három lányuk született. A legidősebb Edmundról nincs információt, a második fiú lett Arundel és Sussex grófi címek örököse, a harmadik 1377-ben Parlamentbe hívással Arundel bárója címet nyert. A harmadik fiút – a klasszikus középkori szokásnak megfelelően – papnak adta az apja.
Thomas Arundel (1353 – 1414. február 19.) angol egyházi vezető és államférfi volt, aki jelentős szerepet játszott az angol egyház és politika életében a 14. és 15. század fordulóján. Thomas Oxfordban tanult, majd 1373-ban a pápa kinevezéssel a cambridgeshire]]-i Ely püspöke lett. A pápa 1388-ban York, 1396-ban pedig Canterbury érsekévé nevezték ki – utóbbi IX. Bonifác pápa kreációja. Kétszer is betöltötte – 1386–1389 és 1391–1396 – a lordkancellári tisztséget II. Richárd uralkodása alatt, majd a király ellen fordult, mert Richárd egyre autokratikusabb módon kormányzott, és gyengíteni próbálta a főnemesi befolyást. 1397-ben a király elleni összeesküvésben való részvétele miatt száműzték, és 1397. szeptember 25-én eltávolították Canterbury érseki pozíciójából. 1399-ben Thomas visszatért Angliába, és támogatta Henry Bolingbroke-ot (a későbbi IV. Henriket) II. Richárd trónfosztásában. Visszakapta Canterbury érseki tisztségét, amelyet haláláig betöltött. Érsekként határozottan fellépett John Wycliffe mozgalma ellen, amely az egyház reformját és a vallási tanok egyszerűsítését szorgalmazta.
Richard FitzAlan (1346–1397), Arundel 9. grófja, Surrey 9. grófja
Richard FitzAlan harminc évesen örökölte apja címeit – Arundel és Surrey grófja – és birtokait. II. Richárd koronázásán ő vitte a királyi koronát. 1377-ben az angol flotta admirálisává nevezték ki, és ebben a szerepben 1378-ban megtámadta Harfleur-t, de a város védői visszaverték az angolokat. 1386-ban kinevezték Lord High Admiral|Anglia admirálisává, Térdszalagrendet kapott. 1387-ben a Margate melletti tengeri csatában fényes győzelmet aratott egy francia, spanyol és flamand flottakötelék felett.
A belpolitikai küzdelmekben Thomas of Woodstock, Gloucester hercegének szövetségese volt, aki ellenezte II. Richárd béketárgyalásait Franciaországgal a százéves háború során. 1386 végén Gloucester és FitzAlan kikényszerítették, hogy a király őket nevezze ki a Királyi Tanácsba, amely valójában egy királyi régensséggé alakult. 1387-ben a Radcot Bridge-i csatában FitzAlan és Gloucester seregei legyőzték a királypártiakat, majd az 1388-as "Könyörtelen Parlament" során elítélték Richárd kegyenceit.
1394-ben ismét a királyi tanács tagja lett, de Genti János lancasteri herceggel összetűzésbe keveredett. Késve érkezett Anna királyné temetésére, ezért II. Richárd dühében arcába csapott egy pálcával, amit FitzAlan nyílt sértésnek vett. A király később látszólag kibékült vele, de valójában bosszút tervezett ellene. 1397-ben letartóztatták, miután Gloucesterrel együtt király ellenes összeesküvéssel vádolták meg. Westminsterben perbe fogták és elítélték hazaárulásért, majd 1397. szeptember 21-én lefejezték. Sírja a londoni ágostonrendi templomban zarándokhellyé vált. Minden címét és birtokát elkobozták, Arundel várát és honourját John Holland, Exeter első hercege kapta meg. 1400-ban azonban John Hollandot kivégezték, és Richard FitzAlan fia, Thomas FitzAlan visszakapta apja birtokait és címeit.
Thomas FitzAlan (1381–1415), Arundel 10. grófja, Surrey 10. grófja
Thomas FitzAlan apját 1397-ben kivégezték, a családi birtokokat és címeket elvesztette, és II. Richárd féltestvére, John Holland, Exeter első hercege lett a gyámja. Holland rosszul bánt vele, ezért Thomas később bosszút állt rajta. 1398-ban megszökött gyámjától és csatlakozott nagybátyjához, Thomas Arundelhez, Canterbury érsekéhez, aki száműzetésben volt. Hozzájuk csatlakozott II. Richárd unokatestvére, a trónkövetelő Lancasteri Henrik is, és együtt tértek vissza Angliába. Henrik trónra lépése után (IV. Henrikként) Thomas visszakapta az Arundel és Surrey grófi címeket, valamint a családi birtokokat. 1400-ban részt vett a II. Richárd-párti bárók, köztük John Holland felkelésének leverésében. Hollandot Thomas nagynénje, Hereford grófné foglyul ejtette, majd Thomas kérésére kivégezték. 1401 és 1405 között a walesi határvidéken harcolt az Owain Glyndŵr vezette lázadás ellen, és a shrewsbury-i csata után a teljes walesi határt védelmezte. 1405-ben ő vezette azt a bíróságot, amely elítélte Richard le Scrope yorki érseket és Thomas de Mowbrayt, Norfolk 4. grófját, ami miatt összetűzésbe került nagybátyjával, Thomas Arundel érsekkel.
1410-ben IV. Henrik egyik fő tanácsadója lett, és támogatta az angol–burgundi szövetséget a francia Armagnacok ellen. Magán hadseregének magját mintegy ezer angol íjász alkotta, akiket további 1500–2000 segítő és könnyű fegyverzetű katona kísért. 1411-ben a sereg átszállításához 40–70 hajóra – kogge, holk vagy nef – lehetett szükség, mivel a katonák mellett nagy mennyiségű ellátmányt, fegyverzetet, lovakat és egyéb hadfelszerelést is magukkal vittek. Az angol íjászok kulcsszerepet játszottak a Saint-cloud-i csatában, amely jelentős angol–burgundi győzelmet hozott. 1415-ben V. Henrik francia hadjáratának egyik főparancsnoka volt. A harfleuri ostrom során több embere meghalt vagy megbetegedett. Szeptember végén ő maga is beteg lett, és hazatért Sussexbe, ahol 1415. október 13-án meghalt. A birtokait három nővére örökölte megosztva.  Az Arundel grófi cím és Arundel vára oldalágon öröklődött.
1405. november 26-án feleségül vette Beatriz portugál hercegnőt, I. János portugál király törvénytelen lányát, ezzel erősítve az angol–portugál szövetséget. Nem született gyerekük.
A Surrey grófi cím kihalt, mert a címet elnyerő 8. grófnak nem volt férfi leszármazottja. A cím több mint 200 évig nem létezett, míg végül 1551-ben új adományként Thomas Howard, Norfolk 3. hercege kapta meg VI. Eduárdtól. Ennek ellenére számos helyen olvasható, hogy Arundel grófjai egyben Surrey grófjai is voltak, de ez hamis.
John FitzAlan (1348–1379), Arundel 1. bárója
John FitzAlan 1377. augusztus 4-én kapott behívót az angol Lordok Házába. Valószínűleg felesége jogán, Lord Mautraversként kapott helyet, más források szerint a meghívóval az Arundel bárói cím jött létrejött. 1377-ben és 1378-ban az angol hadsereg marsallja volt, és részt vett a hadsereg irányításában. 1379-ben a bretagne-i herceget megsegítő flotta parancsnokává nevezték ki. 1379-ben egy angol flottát vezetett, hogy segítséget nyújtson a bretagne-i hercegnek a franciák elleni harcban. A flotta Anglia déli partjairól indult, de egy erős vihar következtében az ír partokhoz sodródott, Cape Clear Island vagy Scarriff közelében hajótörést szenvedett. A katasztrófában John FitzAlan és számos embere életét vesztette. Az egyházi krónikás, Thomas Walsingham szerint a vihar előtt katonái egy kolostor nővéreit meggyalázták és kifosztották a környéket, ami miatt az expedíció egyházi átok alá került.
John FitzAlan (1364–1390), Arundel 2. báró
Kevés bizonyított információ maradt fent a második báróról, aki viselte a címet, viszont soha nem hívták meg a Parlamentbe. Tiszti rangot 1383-ban szerzett a Skóciával harcoló brit hadseregben, majd 1388-ban az angol flottában.
John FitzAlan (1385–1421), Arundel 11. grófja

A Fitzalan, valójában d'Aubigny és a Maltravers családok címerpajzsaiból létrejött címerpajzs

John FitzAlan 1390-ben, apja halálakor, öt évesen örökölte az Arundel bárói címet és családja birtokait, de mivel még kiskorú volt, gyámság alá került. 1405-ben, nagyanyja halálakor örökölte a Maltravers bárói címet. 1415-ben, Thomas FitzAlan halála után örökölte az Arundel grófi címet és birtokot, amire Thomas nővérei is igényt tartottak. A leghangosabb Elizabeth volt, akit Thomas de Mowbray,  Norfolk 1. hercege vett el. Az öröklési viták miatt John FitzAlan politikai helyzete bizonytalan maradt, és bár 1416-ban behívót kapott a Lordok Házába, gyakran Maltravers bárójaként említették.
1399. október 12-én a Bath-rend lovagjává avatták, ami bizonyította befolyásos helyzetét az angol nemesség körében. 1415-ben részt vett V. Henrik franciaországi hadjáratában, részt vett a százéves háborúban az angolok nagy győzelmét hozó [[Azincourt-i csata|Agincourt-i csatában. Ugyanebben az évben unokatestvére halála után örökölte az Arundel grófi címet. A cím kevésbé volt vita tárgya, de az örökösödési perek eldöntését már nem érte meg.
A megbízhatónak tartott Cracroft oldal szerint John Tourine hercege címet nyert meghatározatlan időpontban, amit fia is viselt (vagy szintén megkapott). Ezek az információk más forrásokban nem találhatók meg.
John FitzAlan (1408–1435), Arundel 12. grófja
John FitzAlan 1426-ban lett a Bath-rend lovagja, majd 1432-ben a Térdszalagrend lovagjává választották. A Lordok Házába már 1429-ben behívták, mint Arundel báróját, de csak 1433-ban ismerték el hivatalosan Arundel grófjának. John FitzAlan egyik legkiemelkedőbb angol katonai parancsnok volt a százéves háború végső szakaszában.
1430-tól IV. Henrik angol király harmadik fia, John Lancaster, Bedford 1. hercege alatt szolgált Franciaországban. Részt vett a Compiègne-i ostromban, ahol korábban Jeanne d'Arcot elfogták, majd sikeresen felszabadította Anglure várát. Ott volt Párizsban, amikor VI. Henriket Franciaország királyává koronázták, és részt vett az ünnepi tornán is. 1432-ben Rouen várkapitányává nevezték ki, majd később Verneuil és Vernon parancsnoka lett. Egy alkalommal Rouen várából egy kosárban kellett menekülnie, amikor egy francia támadás meglepte az angol védőket. 1435. május 31-én vagy június 1-jén Gerberoy váránál ütközött meg a franciákkal, a francia sereg legyőzte. Lábán egy muskéta találta el, majd fogságba esett, és Beauvais-ba vitték. Sérülése miatt lábát amputálták, de végül június 12-én belehalt sebeibe. A francia krónikák szerint Beauvais-ban temették el, de később kiderült, hogy testét egy angol hűbérese, Fulk Eyton hazaszállította, és végakarata szerint az Arundel-kastély kápolnájában helyezték örök nyugalomra. 1857-ben nyitották fel sírját, és egy hat láb magas, egy lábát vesztett csontvázat találtak benne, ami megerősítette a történteket.
Humphrey FitzAlan (1429–1438), Arundel 13. grófja
Humphrey hat éves korában örökölte a grófi címet, de kilencévesen elhunyt. Örököse apja öccse lett.
William FitzAlan (1417–1487), Arundel 14. grófja KG
A rózsák háborúja során először a Lancaster-házat, később a York-házat támogatta. Az Ludford Bridge-i csatában (1459) a Lancasterekért harcolt, de a második Saint Albans-i csatában (1461) már a York-ház oldalán vett részt a sógora, Warwick grófja vezette seregben. A Trent folyótól délre eső összes királyi erdőség igazságszolgáltató bírója (Justice in Eyre) 1459–1461 és 1483–1485 között, 1471-től Dover várának főkapitánya és a Cinque Ports őrségeinek parancsnoka 1483–1488 között. 1471-ben a Térdszalagrend lovagjává (Knight of the Garter) tette az uralkodó. III. Richárd és VII. Henrik koronázásán Anglia főpohárnokaként vett részt.
Thomas FitzAlan (1450–1524), Arundel 15. grófja KG
1461-ben, IV. Eduárd koronázásán a Bath-rend lovagjává avatták, huszonnégy évesen a Térdszalagrend lovagha lett. 1471-től (apja életében) már részt vett a parlament munkájában, bár hivatalos meghívást – Maltravers báróként – csak 1482-ben kapott. Azért báróként, mert az Arundel gróf cím örökösének a címe automatikusan Maltravers báró (Lord Maltravers) volt. Jelen volt III. Richárd 1483-as koronázásán és VII. Henrik feleségének, Erzsébet királyné,  koronázásán, ahol a Rod and Dove ceremoniális kellékeit vitte.
1489-től 1524-ig a New Forest királyi vadaskert őre volt. 1520-ban jelen volt az „Aranybrokát Mező” találkozón, ahol VIII. Henrik és I. Ferenc francia király találkozott.
William FitzAlan (1476–1544), Arundel 16. grófja KG
1489. november 29-én a Bath-rend lovagjává avatták, 1525-től a  Térdszalagrend lovagja. 1526-ban Lord Chamberlain (udvarmester) lett, ami jelentős pozíciót jelentett VIII. Henrik udvarában. A Rod and Dove hordozója volt Boleyn Anna 1533-as koronázásán, 1536-ban részt vett Boleyn Anne perében is. A kolostorok feloszlatása során Michelham perjelség és a Lewesi apátsághoz tartozó földek birtokába jutott, ami jelentős vagyongyarapodást jelentett családja számára.

William FitzAlan kétszer nősült, első felesége Elizabeth Willoughby, második felesége [[Northumberland hercege#henry1449|Henry Percy, Northumberland 4. grófjának lánya, Anne Percy volt.
Henry FitzAlan (1512–1580), Arundel 17. grófja KG PC

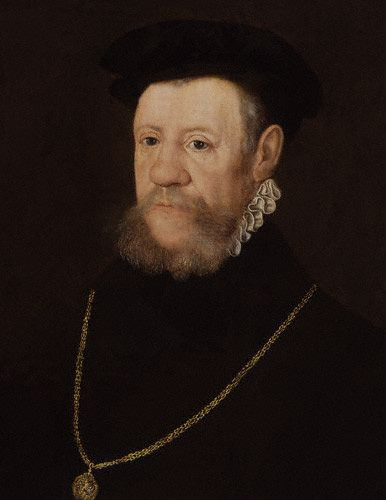
Henry FitzAlan, Arundel grófja. Ismeretlen németalföldi festő műve az 1560-as évekből. A National Portrait Gallery (London) tulajdona

Henry FitzAlan keresztapja VIII. Henrik király volt, aki személyesen részt vett a keresztelőn. Ifjúkorában Cambridge-ben tanult, majd 1527-ben VIII. Henrik udvarába került, és 1532-ben Calais-ba kísérte a királyt. 1533-ban, Huszonegy évesen Lord Maltraversként behívták a parlamentbe. Részt vett Boleyn Anne és fivére, Lord Rochford tárgyalásán. 1540-ben Calais helytartójává nevezték ki. Az erődítményeket saját költségén megerősítette, majd 1544-ben, apja halála után visszatért Angliába, hogy átvegye az Arundel grófi címet. A franciák elleni háborúban 1544-ben "Marshal of the Field" rangban harcolt Boulogne ostrománál, és bátorságáért Térdszalagrend lovagjává avatták. Később Lord Chamberlain lett (1546–1550) és a titkos tanács tagja. VIII. Henrik végrendeletében a tizenkét végrehajtó tanácstag egyike volt. VI. Eduárd koronázásán Lord High Constable|High Constableként vett részt 1547-ben.
A kormányzó Somerset herceg ellen fordult, és aktívan részt vett az eltávolításában 1549-ben. Az új kormányzat azonban Northumberland hercegének befolyása alá került, aki 1550-ben eltávolította Fitzalant a hivatalából, házi őrizetbe helyezte és 12 000 font pénzbüntetést rótt ki rá. 1551-ben újra bebörtönözték, amikor Somerset második letartóztatásába is belekeveredett, de egy évvel később kegyelmet kapott. 1553 júniusában VI. Eduárd haldoklása közben aláírta Lady Jane Grey trónöröklését megerősítő okiratot. Amint az öröklést támogató Northumberland herceg elhagyta Londont, hogy vidéken erővel elfogadtassa az örökést, FitzAlan Londonban nyíltan Mária hercegnő mellé állt az örökösödési vitában. Összehívta a londoni tanácsot, elérte, hogy Máriát királynővé nyilvánítsák, majd Northumberland letartóztatására indult, és Cambridge-ben elfogta.
Mária koronázásán ismét High Constable volt, majd Lord High Stewardként az udvar egyik legbefolyásosabb alakjává vált. Részt vett Wyatt-felkelés leverésében (1554), jelen volt a spanyol Fülöp király fogadásánál. A titkos tanács vezető tagja maradt.
Erzsébet koronázásán harmadszor is főpohárnokként vett részt. Bár katolikus maradt, politikai hatalma nem csökkent, és az új uralkodó kormányzatának meghatározó tagja maradt. 1564-ben azonban a kormányellenes szervezkedések – a katolikus Mária hívének vélték, Erzsébet viszont inkább protestáns politikát folytatott – miatt minden tisztségéről lemondatták, és házi őrizetbe helyezték, de nem vádolták meg. 1566-ban Olaszországba utazott, de Erzsébet visszarendelte. 1568-ban részt vett Stuart Mária perében, és a szintén katolikus valláson maradt Norfolk hercegével szövetkezett, hogy Skócia királynőjét (Mária) angol trónörökössé tegye. A titkos tanácsban William Cecil – Burghley 1. bárója, Erzsébet legfőbb tanácsadója és államminisztere, aki a protestáns politika egyik fő alakja – ellen dolgozott, és támogatta, hogy Spanyolország nyomására Erzsébet engedjen Máriának. 1571-ben a Ridolfi-összeesküvés után letartóztatták, de nem volt közvetlen bizonyíték ellene, így 1572-ben kiszabadult. FitzAlan volt az első angol nemes, aki Franciaországból hintót hozatott, ezzel bevezetve Angliában a kocsihasználatot. Nonsuch-palotát Mária királynőtől vásárolta meg, majd befejezte az építését. A palotában később 1585-ben aláírták az angol–holland szerződést.
Henry Fitzalan felesége Thomas Grey, Dorset 2. márkijának lánya, Catherine Gray volt. 1554. február 23-án Catherine öccsét, Henry Greyt, Suffolk 1. hercegét, Dorset 3. márkiját és Groby 9. báróját felségárulásban bűnösnek találták, és az ítélet alapján megfosztották minden címétől és birtokától, és életétől is, kivégzték a Tower Hillen. A házasságból három utód született, két lány és egy fiú. Az 1538-ban született örökös,Henry FitzAlan egy évvel gyermektelen házasságkötése után meghalt 1556-ban. Nagykövetként épp úton volt a cseh király udvarába, amikor útközben meghalt, Brüsszelben temették el. Arundel grófjának 1580-ban bekövetkezett halálakor már csak két lánya élt, így a törvények értelmében a vagyont megosztva örökölték. Mivel az egyik lánynak (Mary) volt fia, Philip, ő örökölte az Arundel gróf, Maltravers báró címeket.
Henry-val kihalt a Fitzalanek Arundel-grófi ága.

### Arundel grófok (Fitzalan és Howard) családfája
- John Fitzalan (1200–1240)[m 10], Lord of Oswestry ∞ Isabel d'Aubigny♥
  - John FitzAlan (1223–1267),  Arundel grófja
    - John FitzAlan (1246–1272),  Arundel grófja
      - Richard FitzAlan (1267–1302),  Arundel 6. grófja
        - Edmund FitzAlan (1285–1326),  Arundel 7. grófja ∞ Alice de Warenne (1287–1338)
          - Richard FitzAlan (~1313–1376),  Arundel 8. grófja,  Surrey 8. grófja ∞¹ Isabella le Despenser (1312-1356) ∞² Eleanor Lancaster (1318–1372)
            - ²Richard FitzAlan (1346–1397),  Arundel 9. grófja,  Surrey 9. grófja ∞¹ Elizabeth de Bohun (1350–1385) ∞² Philippa de Mortimer (1375–1401)[m 31]
              - ¹Elizabeth FitzAlan (1366–1425) ∞ Thomas de Mowbray (1366–1399),  Norfolk 1. hercege
              - ¹Thomas FitzAlan (1381–1415),  Arundel 10. grófja,  Surrey 10. grófja ∞ Beatrice (1380–1439)

            - ²John FitzAlan (1348–1379),  Arundel 1. báró ∞ Eleanor Maltravers (1345-1405)[m 32],  Maltravers 2. bárónő
              - John FitzAlan (1364–1390),  Arundel 2. báró[m 20] ∞ Elizabeth le Despenser (–1408)[m 33]
                - John FitzAlan (1385–1421),  Arundel 3. bárója,  Maltravers 3. bárója, majd  Arundel 11. grófja
                  - John FitzAlan (1408–1435),  Arundel 12. grófja
                    - Humphrey FitzAlan (1429–1438),  Arundel 13. grófja

                  - William FitzAlan (1417–1487),  Arundel 14. grófja
                    - Thomas FitzAlan (1450–1524),  Arundel 15. grófja
                      - William FitzAlan (1476–1544),  Arundel 16. grófja ∞ Anne Percy (1485–1552)
                        - Henry FitzAlan (1512–1580),  Arundel 17. grófja ∞ Catherine Gray (1512–1542)
                          - Jane Fitzalan (1537-1577) ∞ John Lumley,  Lumley 1. bárója (~1533–1609)
                          - Henry Fitzalan, Lord Maltravers (1538–1556)
                          - Mary FitzAlan (1540–1557) ∞ Thomas Howard (1536–1572),  Norfolk 4. hercege
                            - ¹Philip Howard (1557–1595),  Arundel 18. grófja ∞ Anne Dacre (1557–1630)
                              - Thomas Howard (1585–1646),  Arundel 19. grófja ∞ Alethea Talbot (1585–1654),  Strange of Blackmere 14. bárónő,  Furnivalle 13. bárónő és  Talbot 14. bárónő BIZTOS???
                              - Henry Howard (1608–1652),  Arundel 20. grófja ∞ Elizabeth Stuart (1610–1673/74)
                                - Thomas Howard (1627–1677),  Arundel 21. grófja, címhelyreállítás után  Norfolk 5. hercege
                                - ...folytatás a Norfolk hercege családfán

                        - Katherine FitzAlan (1516-1559) ∞ Henry Grey (1517–1554),  Suffolk 1. hercege

            - ²Alice Holland (~1350–1416) ∞ Thomas Holland (1350–1397)[m 34],  Kent 2. grófja
              - Thomas Holland (1374–1400)[m 35],   Kent 3. grófja,  Surrey 1. hercege (1397–1399 elkobzás)

            - ²Thomas Arundel (1353–1414), Canterbury érseke

          - Mary FitzAlan (~1325–1396) ∞ John Lestrange, 1. Lord Strange of Blackmere (–1361)
            - ...innen Strange of Blackmere bárója,  5. Talbot bárója,  1. Shrewsbury grófja...

        - Alice Fitzalan (1289–) ∞ Stephen Segrave,  Segrave 3. bárója (–1325)

## Arundel Howard grófjai
Philip Howard (1557–1595), Arundel 18. grófja

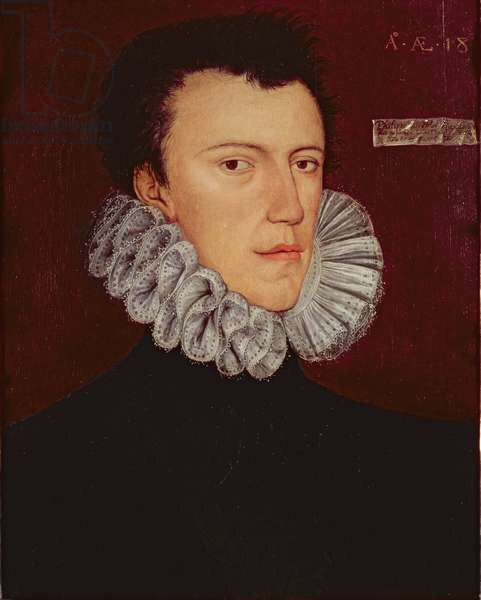
Philip Howard portréja. George Gower (1540–1596) olajfestménye 1575 körül készült

Philip Howard protestáns családban nevelkedett, de 1584-ben áttért a katolikus hitre, ami jelentős politikai és vallási problémákhoz vezetett Erzsébet királynő uralkodása alatt. Ez a lépése miatt kegyvesztetté vált, és a vallási üldöztetések során ellenségeket szerzett az udvarban. Philip Howardot 1585-ben engedély nélkül megpróbálta elhagyni Angliát, ezért felségárulás vádjával letartóztatták, miután gyanúsították, hogy kapcsolatban áll a katolikus összeesküvésekkel, beleértve a spanyol invázió terveit is. A Towerben raboskodott tíz évig, és bár formálisan nem ítélték halálra, fogva tartása alatt halt meg, valószínűleg vérhasban. Életét az önfeláldozás és a hit melletti kitartás jellemezte, amelyért a katolikus egyház később szentté avatta. 1622-ben boldoggá, 1970-ben szentté nyilvánították, mint az angol és walesi vértanúk egyikét. Philip Howard a katolikus hit és a lelkiismereti szabadság szimbólumává vált Angliában. Emlékét több templomban és kegyhelyen őrzik, köztük a londoni Westminster székesegyházban, ahol tiszteletére egy oltár található.
Philip Howard házasságot kötött Anne Dacre-ral (1557–1630), akitől egyetlen fia, Thomas Howard született. Felesége költő, nemesasszony és vallási összeesküvő volt. Életét fia, Thomas Howard és a vallás iránti elkötelezettség határozta meg, miután 1582-ben áttért az illegális és földalatti katolikus egyházhoz Angliában, szembeszegülve I. Erzsébet királynő protestáns egyházpolitikai irányelveivel. Erős jellemű, vallásos hajlamú nőként ismerték, akinek befolyása hamar érezhetővé vált férjén is. Vallásossága és gondolkodásának komolysága a római katolicizmus felé irányította. Keresztény költeményeiről és róla írt irodalmi művekről is ismert volt.
Thomas Howard (1585–1646), Arundel 19. grófja

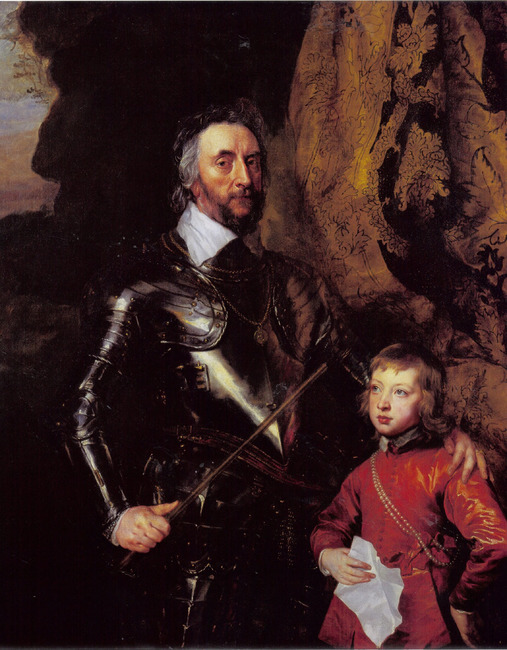
Anthony van Dyck: Thomas Howard, Arundel 19. grófja és unokája, Thomas Howard, későbbi Arundel 21. grófja és Norfolk 5. hercege kettős portréja 1636/ból

Thomas Howard fiatalon szorult helyzetbe került, hiszen apja halálával elvesztette címeit és birtokait, de 1604-ben Jakab angol trónra lépését követően visszakapta az Arundel grófi címet, valamint a családi birtokok egy részét. Felesége, Alatheia Talbot jelentős hozományával (Shrewsbury birtokai) hozzájárult a család vagyonának újjáépítéséhez.
Howard kiemelkedett művészetpártoló tevékenységével, és Európa-szerte ismert műgyűjtővé vált. Az általa összeállított gyűjtemény, amely festményeket, szobrokat és könyveket tartalmazott. Ezek egy része az angol kulturális örökség fontos része lett, később sok darabot az Oxfordi Egyetem kapott meg. Érthető módon a „műgyűjtő gróf“ lett a beceneve.
Politikai pályafutása során számos tisztséget viselt, többek a családi örökséghez tartozó Earl Marshal címét 1621-től haláláig. Diplomáciai küldetései közé tartozott a Rajnai Palotagrófság visszaszerzésére tett kísérlet, valamint a skót és angol koronázásokon való részvétel. Az 1630-as évek végén a skótok elleni háborúban kinevezték a királyi hadsereg parancsnokává, bár katonai képességeit sokan megkérdőjelezték.
A polgárháború alatt a királyhoz hű maradt, és jelentős pénzügyi támogatást nyújtott az ügyének, ám az angol politikai konfliktusok elől végül Páduába költözött, Pádua ekkor a katolicizmus egyik kulturális és intellektuális központja volt, és a gróf művészetpártoló tevékenysége, valamint tanultsága miatt ideális menedéket nyújtott számára. A városban halt meg 1646-ban.
Angliában 1627-ben egy törvényt fogadtak el, amely kimondta: „az Arundel kastély és birtokai, valamint a FitzAlan, Clun és Oswaldestre és Maltravers báróságok, továbbá számos egyéb földbirtok, amelyek jelenleg Thomas, Arundel és Surrey grófja birtokát képezik, az Arundel grófi címhez, névhez és méltósághoz csatolandók.” E törvény következtében a Clun és Oswestry báróságai (vagy FitzAlan bárósága Clun és Oswestry esetében), amelyek addig csupán feudális birtokjogok voltak, potenciálisan nemesi méltósággá váltak, és Maltravers báróságával együtt Arundel grófi címéhez csatolódtak. Az így létrejött báróságokat jelenleg a Norfolk hercege birtokolja.
Henry Howard (1608–1652), Arundel 20. grófja KB
Henry Howard 1616-ban a Bath-rend lovagjává ütötték. 1628–1629 között Arundel, 1634-ben Callan (Írország), 1640-ben ismét Arundel képviselője volt. 1634-ben az ír Titkos Tanács tagja lett.
A polgárháborúban a királyi hadsereg oldalán harcolt, többek között az 1642-es Edge Hill-i csatában. Az Oxfordi Egyetemen 1642-ben végezte el. 1648-ban a Cromwell irányította Parlament 6000 font bírságot szabott ki rá, cserébe birtokait megtarthatta.
A huszadik grófnak hét gyereke született feleségétől, Esmé Stewart Lennox 3. hercege lányától, Elizabeth Stuarttól (1610–1673/74). A legidősebb Thomas Howard visszakapta a Norfolk hercege címet, de mentálisan sérült volt. Öccse, Henry Howard követte őt, mint Norfolk 6. hercege, és az ő leszármazottai közül került ki a 7., 8. és 9. herceg, majd az ág férfi vonala kihalt. A harmadik fiú, Philip Howard katolikus pap lett, bíborosi címet nyert. Charles leszármazottai adták a 10. és 11. herceget. A 12. hercegtől a jelenlegi hercegig a legfiatalabb fiú, Bernard leszármazottai.
- Thomas Howard (1627–1677), Norfolk 5. hercege, Arundel 21. grófja
- Henry Howard (1628–1684), Norfolk 6. hercege, Arundel 22. grófja
- Henry Howard (1655–1701), Norfolk 7. hercege, Arundel 23. grófja
- Thomas Howard (1683–1732), Norfolk 8. hercege, Arundel 24. grófja
- Edward Howard (1685–1777), Norfolk 9. hercege, Arundel 25. grófja
- Charles Howard (1720–1786), Norfolk 10. hercege, Arundel 26. grófja
- Charles Howard (1746–1815), Norfolk 11. hercege, Arundel 27. grófja
- Bernard Howard (1765–1842), Norfolk 12. hercege, Arundel 28. grófja
- Henry Howard (1791–1856), Norfolk 13. hercege, Arundel 29. grófja
- Henry Fitzalan-Howard (1815–1860), Norfolk 14. hercege, Arundel 30. grófja
- Henry Fitzalan-Howard (1847–1917), Norfolk 15. hercege, Arundel 31. grófja
- Bernard Fitzalan-Howard (1908–1975), Norfolk 16. hercege, Arundel 32. grófja
- Miles Fitzalan-Howard (1915–2002), Norfolk 17. hercege, Arundel 33. grófja
- Edward Fitzalan-Howard (1956–), Norfolk 18. hercege, Arundel 34. grófja
- Henry Fitzalan-Howard (1987–), Arundel grófja

## Az Arundel grófok sorszámozása
Ebben a szócikkben a grófok folyamatos számozással szerepelnek, a 6. és 7. d'Aubigny grófok kimaradnak a számozásból. A számozás William d'Aubigny-val, Arundel első grófjával kezdődik.
Az Arundel grófok sorszámozása nem egyértelmű. A három Shrewbery-t egyik számozás sem tekinti Arundel grófjának.
A forrásként használt Cracroft  a d'Aubigny grófokat egytől ötig számozza, a két John FitzAlant (1223–1267) és (1246–1272) jogilag (de jure) jelöléssel tekinti 6. és 7. grófnak. A 8. grófot jogilag és valóban 8. grófnak tekinti, ám a sorszámozás 1./8. gróf. Ezt követi egészen az első Howard grófig, aki a 14./21. gróf a Cracroft számozási rendszerében. A Cracroft egyedül az 1139-es alapítást ismeri el. Az 1289-es alapítást nem, de megjegyzi, hogy „némi bizonytalanság övezi, hogy Richard FitzAlan 1289-ben Sussex vagy Arundel grófjává lett-e kinevezve, mivel John de Warenne, Surrey grófja, aki korának talán legnagyobb főnemese volt, szintén kapott meghívóleveleket Sussex grófjaként. Az azonban bizonyos, hogy néhány évvel később, 1291/2-ben és 1295-ben Richard FitzAlan már Arundel grófjaként kapott behívót a Parlamentbe.“
A forrásként használt Peerage.com a d'Aubigny grófokat egytől ötig számozza. A két John FitzAlanról – (1223–1267) és (1246–1272) – szóló szócikk címében nem szerepel a grófi cím, de a szövegben jelzi, hogy a két férfi jogilag Arundel grófja volt. Majd a 8. gróftól ez a forrás is az 1./8. jelzést használja. Az első Howard Arundel gróftól a 13./20. számozás helyett csak a 20-t használja és viszi tovább 22-ig. A Peerage.com számozásának magyarázata, hogy két létrehozási dátumot ismer el, az 1138-ast és az 1289-est.
Az angol Wikipédia Arundel grófjait bemutató szócikkeinek címében a 6. és 7. grófoknál nem szerepel a grófi cím, és a szócikkek sem utalnak rájuk, mint Arundel grófjaira. Richard Fitzalant 1., 6. és 8. grófnak számolja. Első, mert 1285-t az Arundel grófi cím második létrehozásának tekinti. Hatodik, ha a 6. és 7. d'Aubigny grófokat kihagyja a számozásból. Richard a nyolcadik, ha a 6. és 7. d'Aubigny grófokat nem hagyja ki a számozásból. Richardtól Henry Fitzalanig (1512–1580) következetesen a Richardtól induló 1./6. számozást növelve használja a sorszámot a szócikk címében. Az 1580-as cím helyreállítást a szócikk új címlétrehozásként kezeli, ezért az első Howard gróf a Philip Howard 1., 13. vagy 18. grófként szerepel a róla szóló szócikk címében. A következő három Howard gróf esetében is három sorszámot használ. Az angol Wikipédia következetlen, mert a Arundel gróf szócikk infoboxában viszont egyedül az 1138-as alapítást tünteti fel, az 1289-es vélhető, feltételezhetőnek jelzi. Az angol Wikipédia szócikkeiben – különösen nem az Arundel grófokról szólókban – a fenti okok miatt a számozás nem egyértelmű.
Ebben a szócikkben a grófok folyamatos számozással szerepelnek, a 6. és 7. d'Aubigny grófok kimaradnak a számozásból. A számozás William d'Aubigny-val, Arundel első grófjával kezdődik.

## Fordítás
- Ez a szócikk részben vagy egészben  a   William d'Aubigny, 1st Earl of Arundel című angol Wikipédia-szócikk ezen változatának fordításán alapul.  Az eredeti cikk szerkesztőit annak laptörténete sorolja fel. Ez a jelzés csupán a megfogalmazás eredetét és a szerzői jogokat jelzi, nem szolgál a cikkben szereplő információk forrásmegjelöléseként.
- Ez a szócikk részben vagy egészben  a   William d'Aubigny, 2nd Earl of Arundel című angol Wikipédia-szócikk ezen változatának fordításán alapul.  Az eredeti cikk szerkesztőit annak laptörténete sorolja fel. Ez a jelzés csupán a megfogalmazás eredetét és a szerzői jogokat jelzi, nem szolgál a cikkben szereplő információk forrásmegjelöléseként.
- Ez a szócikk részben vagy egészben  a   William d'Aubigny, 3rd Earl of Arundel című angol Wikipédia-szócikk ezen változatának fordításán alapul.  Az eredeti cikk szerkesztőit annak laptörténete sorolja fel. Ez a jelzés csupán a megfogalmazás eredetét és a szerzői jogokat jelzi, nem szolgál a cikkben szereplő információk forrásmegjelöléseként.
- Ez a szócikk részben vagy egészben  a   William d'Aubigny, 4th Earl of Arundel című angol Wikipédia-szócikk ezen változatának fordításán alapul.  Az eredeti cikk szerkesztőit annak laptörténete sorolja fel. Ez a jelzés csupán a megfogalmazás eredetét és a szerzői jogokat jelzi, nem szolgál a cikkben szereplő információk forrásmegjelöléseként.
- Ez a szócikk részben vagy egészben  a   Hugh d'Aubigny, 5th Earl of Arundel című angol Wikipédia-szócikk ezen változatának fordításán alapul.  Az eredeti cikk szerkesztőit annak laptörténete sorolja fel. Ez a jelzés csupán a megfogalmazás eredetét és a szerzői jogokat jelzi, nem szolgál a cikkben szereplő információk forrásmegjelöléseként.
- Ez a szócikk részben vagy egészben  a   John Fitzalan (1223–1267) című angol Wikipédia-szócikk ezen változatának fordításán alapul.  Az eredeti cikk szerkesztőit annak laptörténete sorolja fel. Ez a jelzés csupán a megfogalmazás eredetét és a szerzői jogokat jelzi, nem szolgál a cikkben szereplő információk forrásmegjelöléseként.
- Ez a szócikk részben vagy egészben  a   John Fitzalan (1246–1272) című angol Wikipédia-szócikk ezen változatának fordításán alapul.  Az eredeti cikk szerkesztőit annak laptörténete sorolja fel. Ez a jelzés csupán a megfogalmazás eredetét és a szerzői jogokat jelzi, nem szolgál a cikkben szereplő információk forrásmegjelöléseként.
- Ez a szócikk részben vagy egészben  a   Richard Fitzalan, 1st Earl of Arundel című angol Wikipédia-szócikk ezen változatának fordításán alapul.  Az eredeti cikk szerkesztőit annak laptörténete sorolja fel. Ez a jelzés csupán a megfogalmazás eredetét és a szerzői jogokat jelzi, nem szolgál a cikkben szereplő információk forrásmegjelöléseként.
- Ez a szócikk részben vagy egészben  a   Richard Fitzalan, 1st Earl of Arundel című angol Wikipédia-szócikk ezen változatának fordításán alapul.  Az eredeti cikk szerkesztőit annak laptörténete sorolja fel. Ez a jelzés csupán a megfogalmazás eredetét és a szerzői jogokat jelzi, nem szolgál a cikkben szereplő információk forrásmegjelöléseként.
- Ez a szócikk részben vagy egészben  az   Edmund Fitzalan, 2nd Earl of Arundel című angol Wikipédia-szócikk ezen változatának fordításán alapul.  Az eredeti cikk szerkesztőit annak laptörténete sorolja fel. Ez a jelzés csupán a megfogalmazás eredetét és a szerzői jogokat jelzi, nem szolgál a cikkben szereplő információk forrásmegjelöléseként.
- Ez a szócikk részben vagy egészben  a   Richard Fitzalan, 3rd Earl of Arundel című angol Wikipédia-szócikk ezen változatának fordításán alapul.  Az eredeti cikk szerkesztőit annak laptörténete sorolja fel. Ez a jelzés csupán a megfogalmazás eredetét és a szerzői jogokat jelzi, nem szolgál a cikkben szereplő információk forrásmegjelöléseként.
- Ez a szócikk részben vagy egészben  a   Richard Fitzalan, 4th Earl of Arundel című angol Wikipédia-szócikk ezen változatának fordításán alapul.  Az eredeti cikk szerkesztőit annak laptörténete sorolja fel. Ez a jelzés csupán a megfogalmazás eredetét és a szerzői jogokat jelzi, nem szolgál a cikkben szereplő információk forrásmegjelöléseként.
- Ez a szócikk részben vagy egészben  a   Thomas Fitzalan, 5th Earl of Arundel című angol Wikipédia-szócikk ezen változatának fordításán alapul.  Az eredeti cikk szerkesztőit annak laptörténete sorolja fel. Ez a jelzés csupán a megfogalmazás eredetét és a szerzői jogokat jelzi, nem szolgál a cikkben szereplő információk forrásmegjelöléseként.
- Ez a szócikk részben vagy egészben  a   John Fitzalan, 6th Earl of Arundel című angol Wikipédia-szócikk ezen változatának fordításán alapul.  Az eredeti cikk szerkesztőit annak laptörténete sorolja fel. Ez a jelzés csupán a megfogalmazás eredetét és a szerzői jogokat jelzi, nem szolgál a cikkben szereplő információk forrásmegjelöléseként.
- Ez a szócikk részben vagy egészben  a   John Fitzalan, 7th Earl of Arundel című angol Wikipédia-szócikk ezen változatának fordításán alapul.  Az eredeti cikk szerkesztőit annak laptörténete sorolja fel. Ez a jelzés csupán a megfogalmazás eredetét és a szerzői jogokat jelzi, nem szolgál a cikkben szereplő információk forrásmegjelöléseként.
- Ez a szócikk részben vagy egészben  a   William Fitzalan, 9th Earl of Arundel című angol Wikipédia-szócikk ezen változatának fordításán alapul.  Az eredeti cikk szerkesztőit annak laptörténete sorolja fel. Ez a jelzés csupán a megfogalmazás eredetét és a szerzői jogokat jelzi, nem szolgál a cikkben szereplő információk forrásmegjelöléseként.
- Ez a szócikk részben vagy egészben  a   Thomas Fitzalan, 10th Earl of Arundel című angol Wikipédia-szócikk ezen változatának fordításán alapul.  Az eredeti cikk szerkesztőit annak laptörténete sorolja fel. Ez a jelzés csupán a megfogalmazás eredetét és a szerzői jogokat jelzi, nem szolgál a cikkben szereplő információk forrásmegjelöléseként.
- Ez a szócikk részben vagy egészben  a   William Fitzalan, 11th Earl of Arundel című angol Wikipédia-szócikk ezen változatának fordításán alapul.  Az eredeti cikk szerkesztőit annak laptörténete sorolja fel. Ez a jelzés csupán a megfogalmazás eredetét és a szerzői jogokat jelzi, nem szolgál a cikkben szereplő információk forrásmegjelöléseként.
- Ez a szócikk részben vagy egészben  a   Henry Fitzalan, 12th Earl of Arundel című angol Wikipédia-szócikk ezen változatának fordításán alapul.  Az eredeti cikk szerkesztőit annak laptörténete sorolja fel. Ez a jelzés csupán a megfogalmazás eredetét és a szerzői jogokat jelzi, nem szolgál a cikkben szereplő információk forrásmegjelöléseként.
- Ez a szócikk részben vagy egészben  a   Philip Howard, 13th Earl of Arundel című angol Wikipédia-szócikk ezen változatának fordításán alapul.  Az eredeti cikk szerkesztőit annak laptörténete sorolja fel. Ez a jelzés csupán a megfogalmazás eredetét és a szerzői jogokat jelzi, nem szolgál a cikkben szereplő információk forrásmegjelöléseként.
- Ez a szócikk részben vagy egészben  a   Thomas Howard, 14th Earl of Arundel című angol Wikipédia-szócikk ezen változatának fordításán alapul.  Az eredeti cikk szerkesztőit annak laptörténete sorolja fel. Ez a jelzés csupán a megfogalmazás eredetét és a szerzői jogokat jelzi, nem szolgál a cikkben szereplő információk forrásmegjelöléseként.
- Ez a szócikk részben vagy egészben  a   Henry Howard, 15th Earl of Arundel című angol Wikipédia-szócikk ezen változatának fordításán alapul.  Az eredeti cikk szerkesztőit annak laptörténete sorolja fel. Ez a jelzés csupán a megfogalmazás eredetét és a szerzői jogokat jelzi, nem szolgál a cikkben szereplő információk forrásmegjelöléseként.
- Ez a szócikk részben vagy egészben  a   Thomas Howard, 5th Duke of Norfolk című angol Wikipédia-szócikk ezen változatának fordításán alapul.  Az eredeti cikk szerkesztőit annak laptörténete sorolja fel. Ez a jelzés csupán a megfogalmazás eredetét és a szerzői jogokat jelzi, nem szolgál a cikkben szereplő információk forrásmegjelöléseként.
- Ez a szócikk részben vagy egészben  az   Earl of Arundel című angol Wikipédia-szócikk ezen változatának fordításán alapul.  Az eredeti cikk szerkesztőit annak laptörténete sorolja fel. Ez a jelzés csupán a megfogalmazás eredetét és a szerzői jogokat jelzi, nem szolgál a cikkben szereplő információk forrásmegjelöléseként.
- Ez a szócikk részben vagy egészben  a   FitzAlan című angol Wikipédia-szócikk ezen változatának fordításán alapul.  Az eredeti cikk szerkesztőit annak laptörténete sorolja fel. Ez a jelzés csupán a megfogalmazás eredetét és a szerzői jogokat jelzi, nem szolgál a cikkben szereplő információk forrásmegjelöléseként.
- Ez a szócikk részben vagy egészben  az   Earl of Surrey című angol Wikipédia-szócikk ezen változatának fordításán alapul.  Az eredeti cikk szerkesztőit annak laptörténete sorolja fel. Ez a jelzés csupán a megfogalmazás eredetét és a szerzői jogokat jelzi, nem szolgál a cikkben szereplő információk forrásmegjelöléseként.